# FC Vostok
FC Vostok (kazahă:Восток Футбол Клубы) este o echipă de fotbal din Oskemen, Kazahstan.

## Istoricul denumirilor
- 1963 : Fondat ca Vostok
- 1997 : Redenumit Vostok Adil
- 1998 : Redenumit Vostok
- 1999 : Redenumit Vostok Altyn
- 2003 : Redenumit Vostok

## Titluri
- Cupa Kazakhstanului: 1

1994

## Echipa actuală
Din iunie 2009.
| Nr. |            | Poziție | Jucător           |
| --- | ---------- | ------- | ----------------- |
| 16  | Kazahstan  | P       | Dmitri Dralov     |
| 22  | Kazahstan  | P       | Igor Osipchuk     |
| 3   | Georgia    | F       | Zviad Dzheladze   |
| 4   | Kazahstan  | F       | Serikbek Kapparov |
| 13  | Uzbekistan | F       | Oleg Sabirov      |
| 20  | Kazahstan  | F       | Maksim Zuev       |
| 25  | Kazahstan  | F       | Artem Gavrilenko  |
| 66  | Kazahstan  | F       | Dmitri Davydov    |
| 84  | Rusia      | F       | Vitali Tikhonov   |
| 4   | Kazahstan  | M       | Vyacheslav Erbes  |
| 8   | Kazahstan  | M       | Anton Moltusinov  |

| Nr. |                   | Poziție | Jucător              |
| --- | ----------------- | ------- | -------------------- |
| 12  | Ucraina           | M       | Serhiy Zghura        |
| 17  | Kazahstan         | M       | Serik Zheylitbaev    |
| 23  | Tunisia           | M       | Toafik Salhi         |
| 32  | Kazahstan         | M       | Darkhan Yusupov      |
| 83  | Kazahstan         | M       | Valeri Pastukhov     |
| 85  | Republica Moldova | M       | Serghei Namașco      |
| 88  | Kazahstan         | M       | Erkin Edigenov       |
| 9   | Kazahstan         | A       | Daniyar Kenzhekhanov |
| 10  | Kazahstan         | A       | Pavel Udalov         |
| 77  | Kazahstan         | M       | Dauren Aitkazynov    |
| 91  | Kazahstan         | A       | Sergei Khizhnichenko |

## Jucători notabili
- Hamlet Mkhitaryan (2004)
- Dmitri Parkhachev (2008)
- Maksim Nizovtsev (2008)
- Begenchmuhammed Kuliyev (2004)
- Đorđe Topalović (2008)

## Refințe
1. ↑  "Восток" (Усть-Каменогорск)